# Cârlănești, Dâmbovița
Cârlănești este un sat în comuna Vârfuri din județul Dâmbovița, Muntenia, România.
Se zice că denumirea satului s-ar trage de la turmele de cârlani, berbeci ce pășteau pe vremuri pe aceste dealuri. Și astăzi majoritatea locuitorilor se ocupă cu păstoritul, fiind cei mai renumiți ciobani. Satul are o suprafață de 4 kmp și un număr de 163 gospodării.